# NGC 6597
NGC 6597 (другие обозначения — MCG 10-26-20, ZWG 301.18, NPM1G +61.0212, PGC 61520) — галактика в созвездии Дракон.
Этот объект входит в число перечисленных в оригинальной редакции «Нового общего каталога».